# Liste der Biografien/Foy
Liste der Biografien |
Portal Biografien |
Personensuche
# |
A |
B |
C |
D |
E |
F |
G |
H |
I |
J |
K |
L |
M |
N |
O |
P |
Q |
R |
S |
T |
U |
V |
W |
X |
Y |
Z |
?
 
Fa |
Fe |
Ff |
Fh |
Fi |
Fj |
Fk |
Fl |
Fm |
Fn |
Fo |
Fr |
Ft |
Fu |
Fy
 
Foa |
Fob |
Foc |
Fod |
Foe |
Fof |
Fog |
Foh |
Foi |
Foj |
Fok |
Fol |
Fom |
Fon |
Foo |
Fop |
For |
Fos |
Fot |
Fou |
Fov |
Fow |
Fox |
Foy |
Foz
Die Liste der Biografien führt alle Personen auf, die in der deutschsprachigen Wikipedia einen Artikel haben. Dieses ist eine Teilliste mit 31 Einträgen von Personen, deren Namen mit den Buchstaben „Foy“ beginnt.

## Foy
- Foy Suzor-Coté, Marc-Aurèle de (1869–1937), kanadischer Maler, Bildhauer und Kirchendekorateur
- Foy, Alphonse (1796–1888), französischer Postmeister
- Foy, Bryan (1896–1977), US-amerikanischer Filmproduzent, Regisseur, Drehbuchautor und Schauspieler
- Foy, Chris (* 1983), australischer Schauspieler
- Foy, Claire (* 1984), britische SchauspielerinClaire Foy (* 1984)

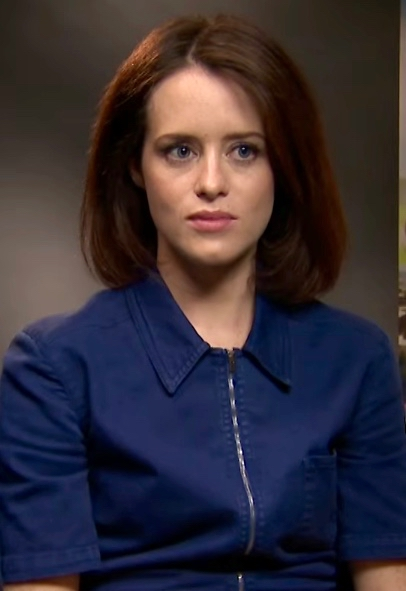
Claire Foy (* 1984)

- Foy, Eddie junior (1905–1983), US-amerikanischer Film- und Theaterschauspieler
- Foy, Eddie senior (1856–1928), US-amerikanischer Schauspieler, Komiker und Tänzer
- Foy, Emma (* 1989), neuseeländische Paracyclerin
- Foy, George (* 1952), US-amerikanischer Schriftsteller und Journalist
- Foy, Jake (* 1990), kanadischer Schauspieler
- Foy, Mackenzie (* 2000), US-amerikanische Schauspielerin und Model
- Foy, Mary Kelly (* 1968), britische Politikerin
- Foy, Matt (* 1983), kanadischer Eishockeyspieler
- Foy, Maximilien (1775–1825), französischer General und Staatsmann
- Foy, Mike (* 1962), US-amerikanischer Ringer
- Foy, Shirley Bunnie (1936–2016), amerikanische Jazzmusikerin (Gesang)
- Foy, Willy (1873–1929), deutscher Ethnologe und Museumsdirektor
- Foy-Vaillant, Jean (1632–1706), französischer Numismatiker

### Foye
- Foye, Randy (* 1983), US-amerikanischer Basketballspieler
- Foyer, Aden (* 1996), norwegischer Musikproduzent, Songwriter und DJ
- Foyer, Christine (* 1952), britische Biochemikerin und Botanikerin
- Foyer, Jean (1921–2008), französischer Politiker und Hochschullehrer
- Foyer, Kevin (* 1990), deutscher Volleyballspieler

### Foyl
- Foyle, Adonal (* 1975), vincentischer Basketballspieler

### Foyn
- Foyn, Svend (1809–1894), norwegischer Walfang- und Schiffsmagnat

### Foys
- Foys, Roger Joseph (* 1945), US-amerikanischer Geistlicher, emeritierter römisch-katholischer Bischof von Covington
- Foyse, Peter (* 1985), deutscher Schauspieler und SynchronsprecherPeter Foyse (* 1985)

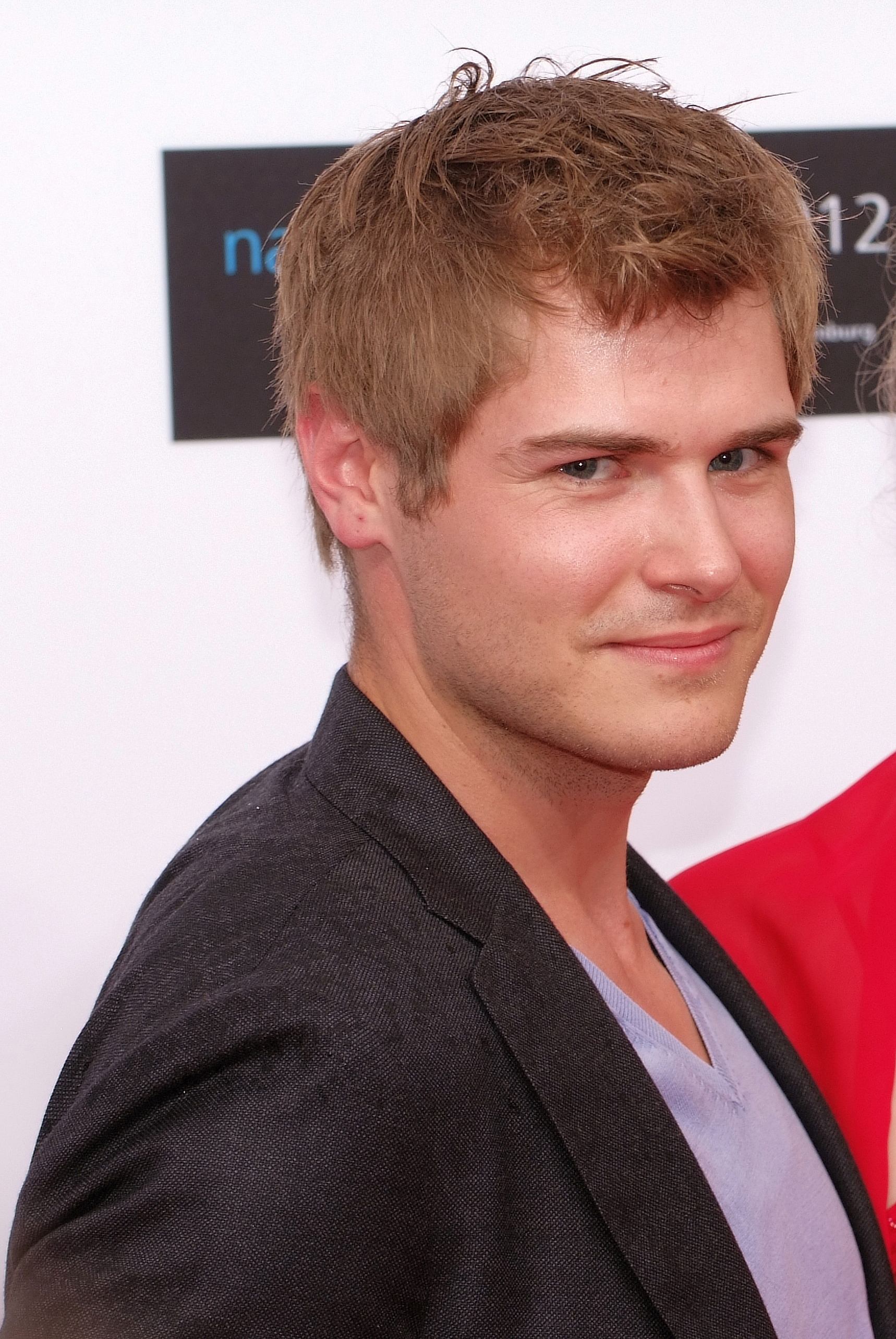
Peter Foyse (* 1985)

- Foyston, Martin (* 1982), englischer Fußballtrainer

### Foyt
- Foyt, A. J. (* 1935), US-amerikanischer Automobilrennfahrer
- Foyt, A. J. IV (* 1984), US-amerikanischer Rennfahrer
- Foyth, Juan (* 1998), argentinischer Fußballspieler